# Irina Levtchenko
Pour les articles homonymes, voir Levtchenko.
Irina Nikolaevna Levtchenko (russe : Левченко, Ирина Николаевна ; 15 mars 1924 – 18 janvier 1973) était une commandante de tank soviétique de l'Armée rouge pendant la Seconde Guerre mondiale. Pour ses actions pendant la guerre, elle est faite Héroïne de l'Union soviétique en 1965.

## Enfance et éducation
Irina Levtchenko est née à Kadiïvka dans l'oblast de Louhansk en Ukraine le 15 mars 1924. Son père est le dirigeant d'une mine près de Louhansk avant d'être nommé vice-commissaire du peuple des chemins de fer. Elle est la petite-fille de Maria Zoubkova-Saraeva, qui a été décoré de l'ordre du Drapeau rouge pour son service au cours de la Guerre Civile russe. Son père est tué dans les années 1930 sous le régime de Joseph Staline, après avoir été ministre de la Construction de Transports,,.

## Seconde Guerre mondiale
Lorsque Levtchenko rejoint l'armée, elle est affectée à un peloton en tant que médecin le 6 juillet 1941 près de Smolensk. Elle est blessée lors de la bataille de Moscou, et après avoir récupéré, elle est envoyée comme sous-officier à la 39e brigade de chars. Elle est formée à l'utilisation du tank T-60. Après une seconde blessure, elle s'inscrit à l'École des tank de Stalingrad. Elle est blessée pour la troisième fois après avoir été placée comme commandante de peloton de tank près de Smolensk.
Levtchenko est ensuite affectée comme commandante de peloton de la 41e brigade de chars sur le Front ukrainien. Avec sa brigade, elle évolue à travers l'Europe de l'Est et est blessée de nouveau près de Budapest. Elle retourne à la guerre sur le Front biélorusse, comme agente de liaison de tank, et est stationnée près de Berlin lorsque la guerre prend fin.

## Après-guerre
Levtchenko assiste à la réunion des anciens combattants près de l'Elbe en 1945. En 1952, elle obtient un diplôme d'ingénieure de l'Académie des Blindés et des Troupes Mécanisées de Moscou. Après avoir réalisé un doctorat en histoire à l'Académie militaire Frunze, elle devient réserviste. Levtchenko rejoint l'Union des écrivains soviétiques, et termine sa carrière dans l'armée en tant que lieutenante-colonelle. Elle meurt le 18 janvier 1973, et est enterré dans le cimetière de Novodevitchi.
Elle adopte un petit garçon au Viêt Nam, qui fut l'un des meilleurs éclaireurs de l'Armée populaire vietnamienne.

## Distinctions
- Médaille Florence-Nightingale
- Héros de l'Union soviétique
- Ordre de l'Étoile rouge

## Hommages

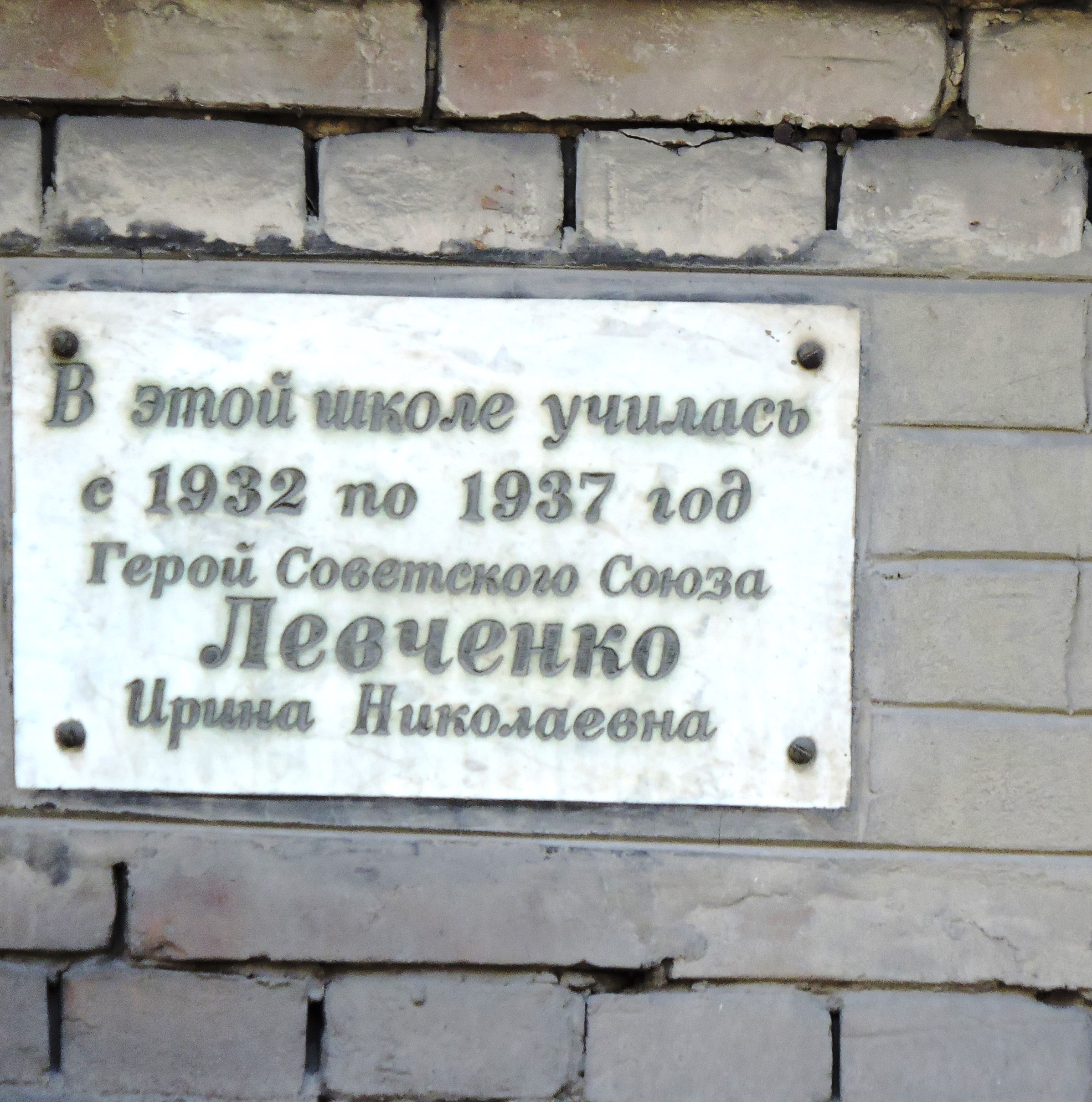
Une plaque en sa mémoire sur le gymnasium de Bakhmout.

- Elle est faite citoyenne d'honneur de la ville de Kypoutche dans l'oblast de Louhansk. Une plaque commémorative est apposée sur l'école no 3 où elle a étudié[2].
- En 1975, son nom est donné à une rue à Moscou.
- En 1979, une enveloppe soviétique avec son portrait est éditée[2].